# الدوري التشيكوسلوفاكي 1970–71

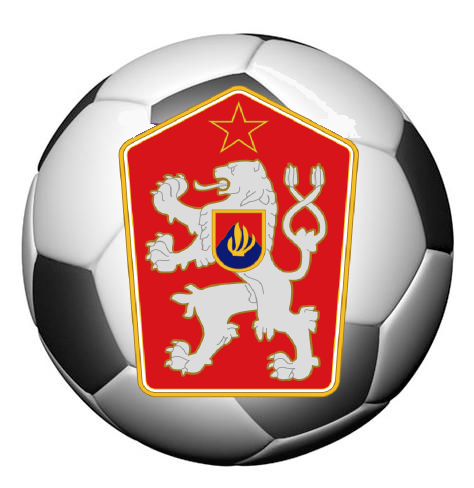
كرة القدم التشيكوسلوفاكية 1960-1990

الدوري التشيكوسلوفاكي 1970–71 هو الموسم 64 من الدوري التشيكوسلوفاكي ‏. أشرف على تنظيمه اتحاد جمهورية التشيك لكرة القدم، وكان عدد الأندية المشاركة فيه 16، وفاز فيه نادي سبارتاك ترنافا.